# Aeroporto di Puerto Princesa
L'aeroporto di Puerto Princesa (tagallo: Paliparang Pandaigdig ng Puerto Princesa) (IATA: PPS, ICAO: RPVP), definito come internazionale dalle autorità dell'aviazione civile filippina è un aeroporto filippino situato nella parte centrale dell'isola di Palawan, nella provincia di Palawan, nella regione del Visayas Occidentale. La struttura è dotata di una pista di asfalto lunga 2600 m, l'altitudine è di 8 m, l'orientamento della pista è RWY 09-27. L'aeroporto è aperto al traffico commerciale.
L'aeroporto, inaugurato il 5 settembre 2009 è un contributo importantissimo alla sviluppo economico dell'isola di Palawan che, fra le altre cose, ospita il parco nazionale del fiume sotterraneo Puerto Princesa, patrimonio dell'umanità dall'UNESCO.